# Макс Хоркхајмер
Макс Хоркхајмер (Штутгарт, 14. фебруар 1895 — Нирнберг, 7. јул 1973) је био немачки филозоф и социолог јеврејског порекла, један од утемељивача критичке теорије друштва и директор чувеног Франкфуртског Института за социјална истраживања. Његови најзначајнији радови укључују Помрачење ума (енгл. ”Eclipse of Reason”) (1947), „Између филозофије и социјалне науке“ (енгл. “Between Philosophy and Social Science”) (1930—1938) и заједно са Теодором Адорном, написао је нашироко познату књигу Дијалектика просветитељства (енгл. Dialectic of Enlightenment). Кроз Франкфуртски Институт је утицао на остварење великог броја других значајних радова.

## Биографија

#### Детињство
Макс Хоркхајмер је рођен 14. фебруара 1895. године у Штутгарту тадашњег Немачког царства као једини син Морица и Бабете Хоркхајмер. Хоркхајмер потиче из конзервативне, богате и ортодоксне јеврејске породице. Његов отац је био успешни власник неколико фабрика текстила у једном предграђу Штутгарта, где је Макс рођен. Мориц је очекивао да ће његов син поћи његовим стопама и наставити породични посао. Хоркхајмер је 1911. године са 16. година завршио препараторну школу, да би радио у очевој фабрици. 1916. године бива регрутован у Први светски рат тиме завршавајући своју произвођачку каријеру и прекидајући своју шансу да настави породични посао.

#### Образовање
У пролеће 1919. године, како није прошао тест физичке спремности за војску, Хоркхајмер уписује Минхенски Универзитет. Убрзо потом, Хоркхајмер се преселио у Франкфурт на Мајни, где је студирао филозофију и психологију у класи Ханса Корнелијуса. Тамо је упознао, неколико година млађег, Теодора Адорна са којим ће остварити дуговечно пријатељство и сараднички однос. После безуспешног покушаја да напише дисертацију на тему гешталт психологије, Хоркхајмер, уз помоћ Корнелијуса, успешно је завршио свој докторат са 78-страницa дугачком дисертацијом на тему Антиномија теолошке процене. 1925. године Хоркхајмер је хабилитирао са дисертацијом названом Кантова критика процене као веза између практичне и теоријске филозофије. У Франкфурту је, такође, упознао Фридриха Полока који је постао његов колега са Института за социјална истраживања. Наредне године, Макс је постављен на место директора овог Института. Убрзо након тога, 1926. године, Хоркхајмер је оженио Росу Рикхер.

#### Институт за социјална истраживања
1926. године Хоркхајмер је био „неплаћени предавач у Франкфурту.“ Убрзо након тога, 1930. године, унапређен је на место професора филозофије на Франкфуртском Универзитету. Током исте године, када је место директора Института за социјална истраживања остало упражњено, због одласка Карла Гунберга, Хоркхајмер је био изабран од стране богатог послодавца који је допринео да Хоркхајмер попуни то место. Институт је имао своје почетке у Марксистичкој групи студената која је основана од стране Феликса Вејла, бившег студента политичких наука у Франкфурту који је искористио своје наследство као начин да исфинансира своје левичарске циљеве. Полок и Хоркхајмер су били партнери са Вејлом у првобитном раду Института.
Хоркхајмер је радио на томе да претвори Институт у потпуно академско предузеће. Као директор, променио је Франкфурт из православне Марксистичке школе у јеретичку школу за критичка социјална истраживања. Наредне године на челу са Хоркхајмером, Институт је почео да издаје Часопис за социјална истраживања. Хоркхајмер је паметно преуредио Институт тако што је представио програм заједничког истраживања који је предвиђен за специфичне социјалне групе (прецизније радничку класу) која би нагласила проблем односа између историје и мисли. Институт се усмеравао на спајање гледишта Маркса и Фројда. Франкфуртска школа је покушала да учини то систематским спајањем различитих структурних концепата историјског материјализма и психоанализе.
Током 1930. године, између времена када је Хоркхајмер проглашен за професора социјалне филозофије и времена када је проглашен за директора Института, немачки нацисти су постали друга највећа политичка партија у Рајхстагу. У врхунцу насиља које је окруживало раст нацистичке партије, Хоркхајмер и његови сарадници су почели да се припремају за могућност исељавања Института из Немачке. Хоркхајмерова хабилитација (енгл. venia legendi) је опозвана од стране нове нацистичке владе због своје марксистичке природе која је представљала Институтове идеје као и због своје истакнуте јеврејске асоцијације. Када је Хитлер 1933. године постављен за Канцелара, Институт је био приморан да затвори своју локацију у Немачкој. Хоркхајмер прво је емигрирао у Женеву, у Швајцарској, па онда следеће године у Њујорк, где се Хоркхајмер састао са председником Колумбијског Универзитета да би размотрили премештање Института. На Хоркхајмерово изненађење, председник се сложио да отворе Институт у азилу и, такође, је понудио зграду за Институт. У јулу 1934. године, Хоркхајмер је прихватио понуду Колумбије да премести Институт у једну од њихових зграда.
1940. године Хоркхајмер је добио Америчко држављанство и преселио се у Лос Анђелес, Калифорнију, где му је његова сарадња са Адорном донела принос Дијалектика просветитељства (енгл. Dialectic of Enlightenment). Наредних година, Хоркхајмер није скоро ништа објављивао, али је наставио да уређује Студије филозофије и социјалне науке (енгл. Studies in Philosophy and Social Science) као наставак Часописа за социјална истраживања. 1949. године се вратио у Франкфурт где се Институт за социјална истраживања 1950. године поново отворио. Између 1951. и 1953. године Хоркхајмер је био ректор Франкфуртског Универзитета. 1953. године Хоркхајмер је одступио с места директора Института и преузео мању улогу на Институту, док је Адорно постао директор. Хоркхајмер и Адорно се сматрају оснивачима Института.

#### Касније године
Хоркхајмер је наставио да предаје на Универзитету све до средине '60-их године тј. до своје пензије. 1953. године, Хоркхајмер је награђен Гетовом украсном плочом града Франкфурта и касније је назван почасним грађанином Франкфурта. У Америку се вратио 1954. и 1959. године да предаје као чест посећујући професор на Чикашком Универзитету.

#### Оставштина
Остао је важна личност све до своје смрти у Нирнбергу 1973. године. Макс Хоркхајмер је уз помоћ Теодора Адорна, Херберта Маркуза, Валтера Бенџамина, Лава Ловентала, Ота Кирчхајмера, Фридриха Полока и Нумана развио „Критичку теорију“ (енгл. “Critical theory”). Према речима Ларија Реја „Критичка теорија“ је „постала једна од најутицајнијих социјалних теорија '20. века.

## Филозофска мисао Макса Хоркхајмера
Хоркхајмерова дела су обележена бригом да се покаже однос између афекта (посебно патње) и коцепата (схваћених као израз борбе разума). У овоме, он критички одговара на оно што је он схватио за оба као једнострани нео-Кантизам (са нагласом на концепте) и филозофија живота (лат. Lebensphilosophie) (са нагласом на изражавање и откриће света). Важно је нагласити да је Хоркхајмер сарађивао са Хербертом Маркузом, Ериком Фромом, Теодором Адорном и Валтером Бенџамином.

#### Критичка теорија
Кроз критичку теорију, Хоркхајмер је „покушао да оживи социјални, радикални и културални критицизам“ и дискутовао је ауторитет, милитарност, економску кризу, еколошку кризу као и сиромаштво масовне културе. Хоркхајмер је помогао да се формира Критичка теорија кроз мешавину радикалног и конзервативног објектива који потиче од радикалног Марксизма и који се завршава у „песимистичном јеврејском трансцендентализму“. Хоркхајмер је развио своју критичку теорију тако што је гледао на своје богатство кроз разлику у положају између буржуја и сиромашних. Ова критичка теорија је прихватила будуће могућности друштва и била је преокупирана силама које су натерале друштво да се окрене рационалним схватањима које су омогућиле искрен, слободан и праведан живот. Био је сигуран у своју потребу да „преиспита целу материјалну и спиритуалну културу човечанства“ да би могао да промени цео друштвени систем. Хоркхајмер је настојао да омогући радничкој класи да поврате свој положај да би могли да се одупру фашистичком мамцу. Хоркхајмер наглашава да „рационално организовано друштво које само регулише своје постојање“ је било потребно заједно са друштвом које је могло само да „задовољи заједничке потребе“. Да би се задовољиле ове потребе, било је потребно да се учествује у друштвеним условима у којима су људи живели и у којима су се њихова схватања и дејства формирале. Ово је захтевало потпуно познавање историје и знања. Кроз ово, критичка теорија је развила „критику буржујског друштва кроз коју је 'критика идеологије' покушала да одреди положај 'утопијског садржаја' доминантног система мисли. Изнад свега, критичка теорија настоји да развије критичку перспективу у дискусији свих социјалних пракси.

## Дела

#### Помрачење ума
Хоркхајмерова књига, Помрачење ума (енгл. Dialectic of Enlightenment), објављена 1947. године, усредсређује се на концепт разума кроз историју западњачке филозофије, која једино може бити спроведена у окружењу слободног, критичком мишљења заједно са повезујућим позитивизмом и инструменталним разумом кроз раст фашизма. Он овде објашњава разлику између објективног, субјективног и инструменталног разума, и наводи да смо прешли са од објективног на субјективни и са субјективног на инструментални разум (с тим да су субјективни и инструментални разум уско повезани). Објективни разум се суочава са универзалним истинама које одређују да ли је дејство тачно или погрешно. То је конкретан концепт и сила у свету која захтева специфичне облике понашања. Моћ објективног разума је да се више фокусира на свршетке него на средства која су томе допринела. Субјективан разум је сажетак концепта разума и првенствено се фокусира на средства. Специфично, разумна природа циља радње је небитна – свршеци служе једино циљу теме (генерално гледано само-напредак или очување). Да би био „разуман“ у овом контексту значи бити предодређен за посебну сврху, да би био „добар за нешто друго“. Овај аспект разума је универзално прилагодљив и лако снабдева идеологију. У инструменталном уму, једини критеријум разума је његова операционална вредност сврхе и, са овим, идеја истине постаје зависна на сам субјективни приоритет (отуда однос са субјективним умом). Зато што субјективни/инструментални ум влада, идеали заједнице, нпр. демократски идеали, постају зависни од „интереса“ људи уместо да буду зависни на објективним истинама. У својим делима, Хоркхајмер наводи, „Друштвена моћ је данас више него икада посредована влашћу над стварима. Што је више интензивна брига појединаца за влашћу над стварима, све више ће ствари владати над њим, све више ће имати недостатак искрене појединачне одлике, и све више ће његов мозак бити трансформисан у аутоматизацију формалног ума“. Упркос томе, Хоркхајмер признаје да објективни ум потиче од Разума (грч. 'Logos'). Он закључује „ако просветљењем и интелектуалним напретком мислимо да ослободимо човека од сујеверних веровања у зле силе, у демоне и виле, у слепу судбину – укратко, еманципација страха – онда опозивање онога што се тренутно назива разум је највећа услуга коју можемо учинити“.
1941. године, Хоркхајмер објављује како су нацисти успели да учине своју агенду „разумном“, али је такође објавио упозорење могућности да се слична појава деси опет. Хоркхајмер је веровао да су болести модерног друштва изазване неразумевањем разума: ако људи буду користили прави разум да критикују своја друштва, биће у стању да реше потенцијалне проблеме.

#### Између филозофије и социјалне науке
„Између филозофије и социјалне науке“ (енгл. “Between Philosophy and Social Science”) се појавила између 1930. и 1938. године, током времена када се Франкфуртска школа преселила из Франкфурта у Женеву и из Женеве на Колумбијски Универзитет. Есеји написани у овом делу представљали су Хоркхајмерове покушаје да „одвоји појединца од масовне културе, онда функција филозофије као комодификације свега“. Хоркхајмер је посебно био уносан за појединце. У једном свом делу, он наводи, „Када причамо о појединцу као историјском ентитету, не мислимо нимало на однос свемира и времена нити на осећај постојања као посебног члана људске расе, већ мислимо на његову свесност своје индивидуалности као свесног људског бића који препознаје свој идентитет.“. Хоркхајмер је јако веровао у индивидуалце који спознају себе и свој разум као људска бића. Ово је веома важно за Хоркхајмера због радника, он је веома свестан могућности да појединац изгуби свој идентитет у стварима, што доприноси губитку самопоуздања које појединац мисли да има.
„Садашња ситуација социјалне филозофије и задаци Института за социјална истраживања“ (енгл. The Present Situation of Social Philosophy and the Tasks for an Institute of Social Research”) није употребљена за овај тираж, али је употребљена као кандидирајући говор Хоркхајмера када се кандидовао за директора Франкфуртске школе. У овом говору он пореди економске групе са свакодневним борбама и изазовима живота. Хоркхајмер често пореди људску борбу и овај пример у својим говорима зато што је то била тема која му је веома позната.
„Егоизам и слобода кретања“ (енгл. „Egoism and Freedom Movements”) и „Почеци буржујске историје филозофије“ (енгл. “Beginnings of the Bourgeois Philosophy of History”) су најдужи есеји. Први представља еволуцију Макијавелија, Хобса и Вика; други представља дискусију буржујске контроле. У „Почеци буржујске историје филозофије“ Хоркхајмер објашњава „оно што је научио од буржујског раста моћи и оно што је мислио о буржујима, вредно је знати и очувати“.
Овај тираж такође гледа на појединца као на „невољни центар у филозофији“. Хоркхајмер наглашава да „не постоји свевремена формула која дефинише односе између појединаца, друштва и природе“. Да би разумео проблеме појединаца, Хоркхајмер обухвата два примера студија о појединцима: једна на тему Монтагнија и једну на основу себе.

#### Дијалектика просветитељства
Макс Хоркхајмер и Теодор Адорно су заједно написали и објавили Дијалектику просветитељства (енгл. Dialectic of Enlightenment), која је први пут објављена 1944. године. Инспирацију за ово дело су пронашли у томе када су Хоркхајмер и Адорно морали да напусте Немачку због Хитлера и да оду у Њујорк, у Америку. Отишли су у Америку и „попримили су популарну културу“; мислећи да је то форма тоталитаризма. Упркос томе, главна тема овог дела је да послужи широкој народној маси као „самоуништење просветитељства“. Ово дело критикује популарну културу као „продукт културне историје чији је циљ да приглупи масе са непрестаним нашироко произведеним копијама исте ствари“ (Лемберт). С тим речено, Хоркхајмер и Адорно су имали неколико несугласица; од којих је једна везана да нашироко произведене ствари се само смењују с времена на време. Хоркхајмер и Адорно наводе да су ови производи јако стандардизовани како би омогућили потрошачима да разумеју и да процене ове производе са веома мало запажања. Они наглашавају да је то, „резултат сталне репродукције исте ствари“ (Адорно и Хоркхајмер, 1993. године [1944. година]). Међутим, они такође објашњавају како је псеудо-индивидуалност подстакнута међу овим производима како би се потрошачи враћали да купе више. Они расправљају да су мале разлике у производима прихватљиве у истом окружењу.
Слични обрасци који су пронађени у садржају популарне културе (филмови, популарне песме и радио) имају исту главну поруку; „све је то повезано са „потребом за послушношћу маса у друштвеној хијерархији напредних капиталистичких друштава“. Ови производи привлаче масе и подстичу повиновање потрошача. Заузврат, капитализам остаје на власти док купци настављају да користе исту индустрију. Ово је опасно зато што потрошачи верују да су растуће моћи технологије ослобађајуће. Да би подржали своју тврдњу, Хоркхајмер и Адорно, „предлажу противотров: да не мислимо само о односима између ствари, већ да одмах делујемо на то мишљење, само-одликујући.“ Другим речима, технологији фали самоодраз. Упркос томе, Хоркхајмер и Адорно су веровали да је уметност изузетак зато што је то „отворено-затворен систем са неустаљеним правилима“; стога, оно не може бити објекат индустрије.

## Критике
Пери Андерсон гледа на Хоркхајмерове покушаје да учини Институт скроз академским као на „симтоматски више универзални процес, затим појава 'западњачког Марксизма' дели покрет радничке класе и њоме доминирају академски филозофи, као и 'производ пораза'“ поводом изолације од руске револуције. Ролф Вигерхаус, аутор Франкфуртске школе (енгл. The Frankfurt School) тврди да Хоркхајмеру недостаје одважна теоретска конструкција произведена као оне Марксове и Лукасове, као и то да је његова главна тврдња да они који живе у беди имају право на материјални егоизам. У књизи, „Социјална теорија“ (енгл. “Social Theory”) Алекс Калиникос тврди да Дијалектика просветитељства не нуди систематски извештај рационалног појма већ максимално изјашњава бескомпромисни објективни разум. Чарлс Лемерт расправља у својој књизи Социјална теорија (енгл. Social Theory) да у писању Дијалектике просветитељства, Хоркхајмеру и Адорну недостаје довољне саосећајности за културалне неприлике просечне радничке особе, да је неправедно критиковати укусе обичних људи, као и да популарна култура не подупире друштвено повиновање нити да стабилизује капитализам толико пуно колико то мисли Франкфуртска школа.